# Заполье (Выборгский район)
Заполье (до 1948 — Пейппола, фин. Peippola) — посёлок в Полянском сельском поселении Выборгского района Ленинградской области.

## Название
Своё имя селение, предположительно, получило от первопоселенцев, которые переселились в эти места с берегов Чудского озера (по-фински – Пейпсенъярви). 
В течение 1948 года деревня Пейппола четырежды меняла свое название. Сначала работники местного подсобного хозяйства выбрали название Говоровка, затем деревню переименовали в Сосновку, однако и это название комиссию по переименованию не устроило. Название вновь сменили, теперь на Анисимово, «в честь погибшего младшего командира Анисимова И. Н.», но окончательно утвердили название Заполье, ввиду того, что территориально селение находилоь за посёлком Поляны. 
Переименование было закреплено указом Президиума ВС РСФСР от 13 января 1949 года.

## История

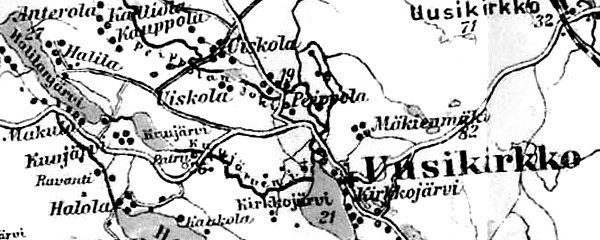
Деревня Пейппола на финской карте 1923 года

До 1939 года деревня Пейппола входила в состав волости Уусикиркко Выборгской губернии Финляндской республики. В деревне проживали 35 семей.
С 1 мая 1940 года по 30 сентября 1948 года — в составе Уискольского сельсовета Койвистовского района. 
С 1 июля 1941 года по 30 мая 1944 года — финская оккупация. 
С 1 октября 1948 года — в составе Краснофлотского сельсовета. В деревне разместилось подсобное хозяйство № 678.
С 1 января 1949 года учитывается административными данными как деревня Заполье. 
С 1 января 1950 года  — в составе Старорусского сельсовета Рощинского района.
С 1 января 1954 года — в составе Краснофлотского сельсовета. 
С 1 января 1959 года — в составе Полянского сельсовета. 
С 1 февраля 1963 года — в составе Выборгского района.
В 1965 году население деревни составляло 166 человек.
Согласно данным 1966, 1973 и 1990 годов посёлок Заполье входил в состав Полянского сельсовета.
В 1997 году в посёлке Заполье Полянской волости проживали 58 человек, в 2002 году — 56 человек (русские — 89 %).
В 2007 году в посёлке Заполье Полянского СП проживали 45 человек, в 2010 году — 71 человек.

## География
Посёлок расположен в южной части района на автодороге 41К-083 (Молодёжное — Черкасово).
Расстояние до административного центра поселения — 3 км.
Расстояние до ближайшей железнодорожной станции Каннельярви — 11 км. 
Через посёлок протекает река Петлянка.

## Демография
| 2007 | 2010 | 2017 | 2021 |
| ---- | ---- | ---- | ---- |
| 45   | ↗71  | ↘46  | ↗98  |

## Улицы
Анисимовская, Выборгское шоссе, Дальняя, Заречная, Камышовая, Мельничная, Петлянская, Полевая, Речной проезд, Рождественская, Урожайная, Фермерская.